# Heterapoderus
Heterapoderus es un género de gorgojos de la familia Attelabidae. En 1927 Voss describió el género. Esta es la lista de especies que lo componen:
- Heterapoderus ageniculatus Legalov, 2007
- Heterapoderus arrowi (Voss, 1927)
- Heterapoderus brachialis (Voss, 1924)
- Heterapoderus crenatus (Jekel, 1860)
- Heterapoderus fausti Legalov, 2007
- Heterapoderus franzi (Voss, 1974)
- Heterapoderus geniculatus (Jekel, 1860)
- Heterapoderus gunturensis Legalov, 2007
- Heterapoderus hanoiensis (Pic, 1929)
- Heterapoderus macropus (Pascoe, 1883)
- Heterapoderus madaensis Legalov, 2003
- Heterapoderus monchadskii Legalov, 2007
- Heterapoderus piceus (Voss, 1927)
- Heterapoderus sulcicollis (Jekel, 1860)
- Heterapoderus theresae (Pic 1929)
- Heterapoderus undatus (Marshall, 1932)